# Wienbibliothek im Rathaus
Die Wienbibliothek im Rathaus ist eine wissenschaftliche Bibliothek mit der generellen Ausrichtung auf die Geschichte und Kulturgeschichte Wiens. Bis Mitte 2006 trug sie den Namen Wiener Stadt- und Landesbibliothek. Sie ist eine Forschungsbibliothek mit zu einem großen Teil originären Materialien, die sie als einen der Gedächtnisspeicher der Stadt qualifizieren. Sie verfügt über Sammlungen an Handschriften, Briefen, Musikdrucke, Musikhandschriften sowie Plakaten und Nachlässen. Als Landesbibliothek für das Bundesland Wien, das territorial identisch mit der Stadt Wien ist, erhält sie Pflichtexemplare der in Wien erscheinenden Publikationen. Organisatorisch ist die Wienbibliothek im Rathaus die Magistratsabteilung 9 (MA 9) und zählt zur Geschäftsgruppe Kultur des Magistrats der Stadt Wien.
Mit der Digitalisierung der Wiener Adressbücher und des Lehmanns startete die Wienbibliothek die Digitalisierung ihrer Bestände, die auf Website „Wienbibliothek Digital“ frei zugänglich sind.

## Geschichte

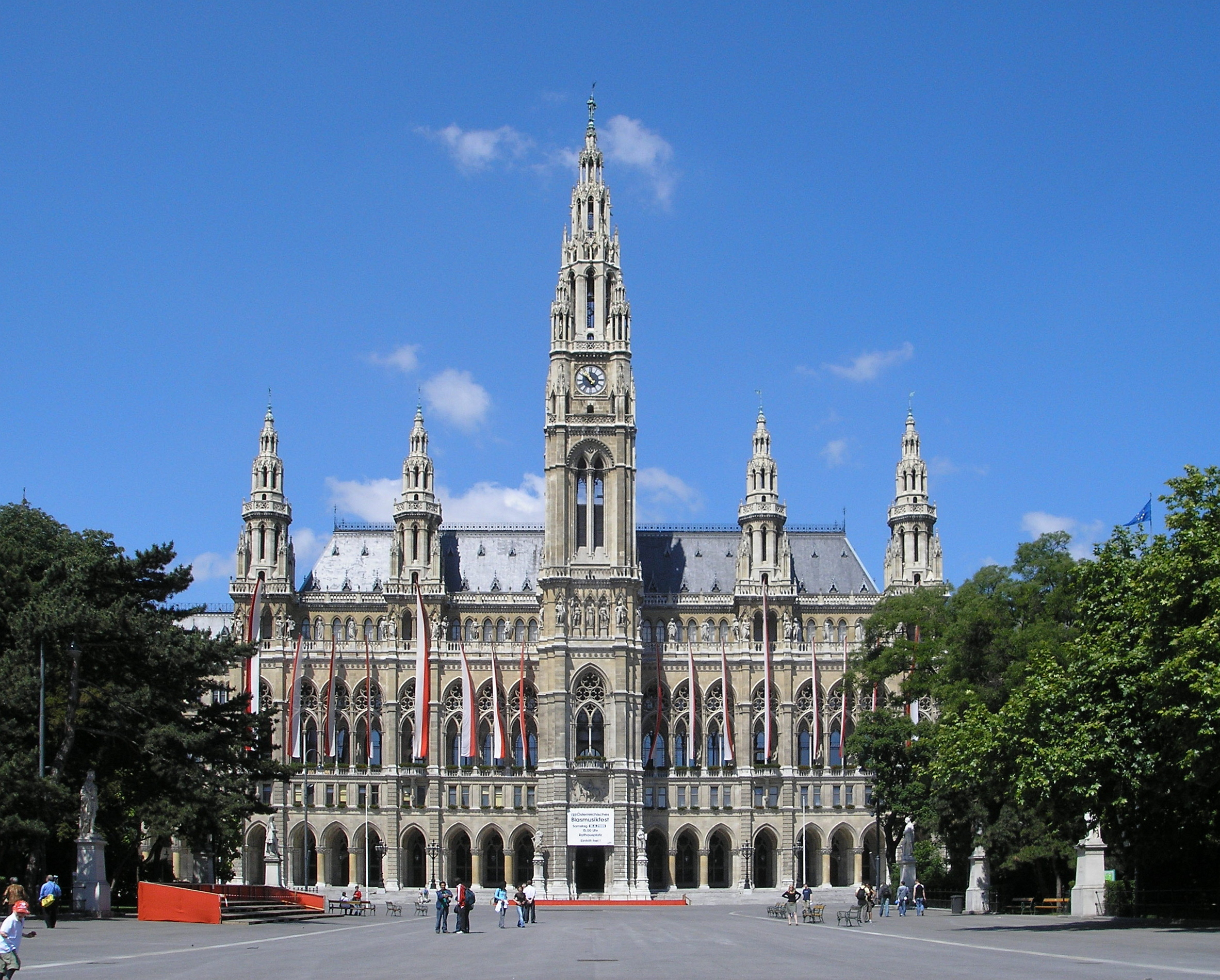
Der Großteil der Wienbibliothek befindet sich im Wiener Rathaus.

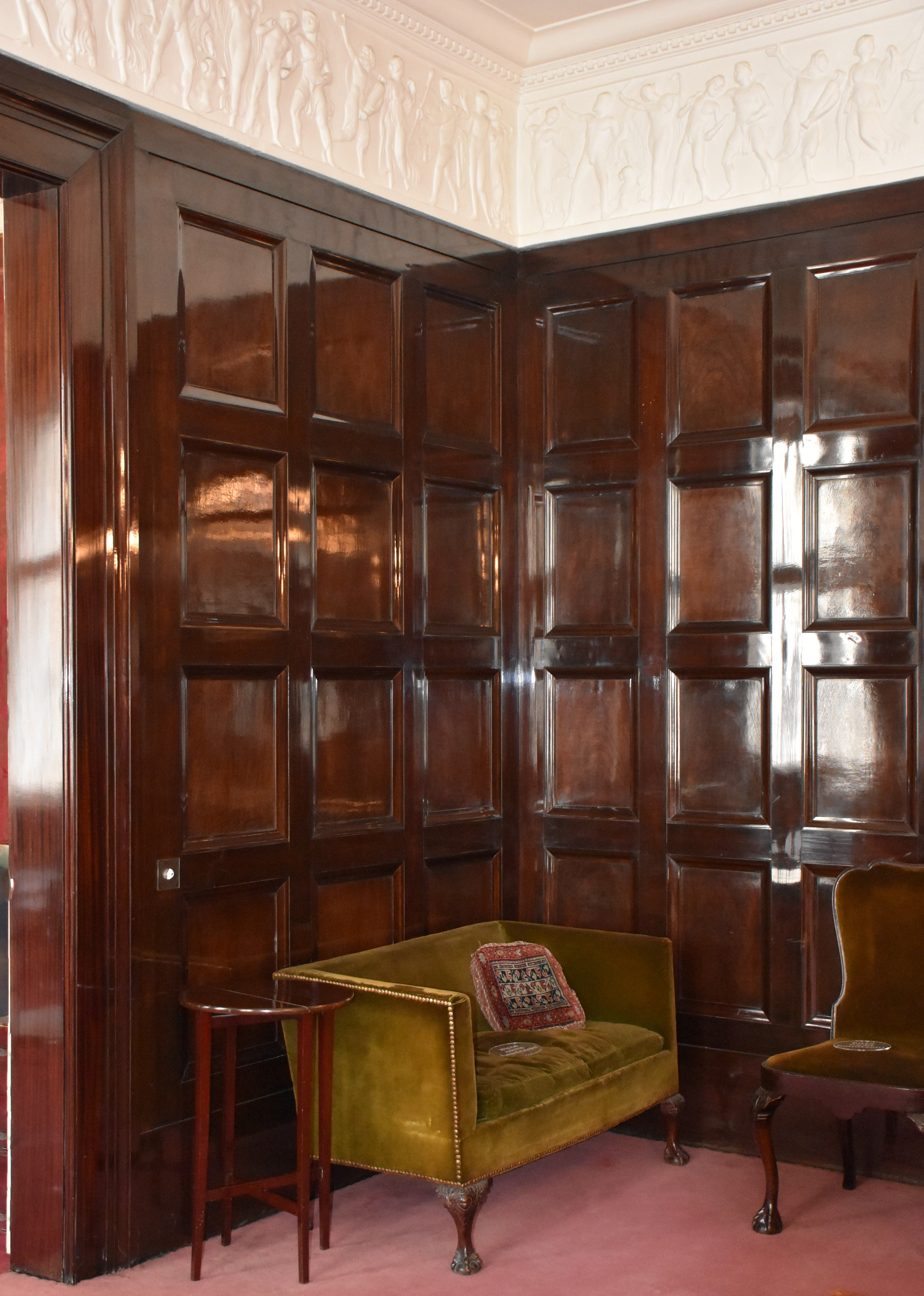
Detail im Speisezimmer der Bartensteingasse 9

Die erste erhaltene Erwähnung der Bibliothek im Rathaus der Stadt Wien stammt aus dem Jahr 1466. 1632 wurde die bedeutende Bibliothek der Bürgerschule zu Sankt Stephan in das damalige Rathaus in der Wipplingerstraße transferiert und mit der Stadtbibliothek vereinigt. 1780 wurde diese alte Stadtbibliothek aufgelöst, und die Bestände wurden gegen 6.000 Gulden der Hofbibliothek (heute Österreichische Nationalbibliothek) übertragen.
Am 28. April 1856 erfolgte die Neugründung der Wiener Stadtbibliothek durch Beschluss des Wiener Gemeinderats als juristische Bibliothek für den Bedarf der Wiener Stadtverwaltung. Ihr Sitz war damals wiederum im heutigen Alten Rathaus in der Wipplingerstraße 8.
1886 übersiedelte die Bibliothek in die noch heute benützten Räumlichkeiten im ersten Stockwerk des neuen Wiener Rathauses. 1889 bis 1939 bildete die Bibliothek mit dem 1887 gegründeten Historischen Museum die Städtischen Sammlungen. Nach dem Tod des österreichischen Nationaldichters Franz Grillparzer kam dessen Nachlass in den Besitz der Stadt Wien und wurde den Städtischen Sammlungen übergeben. Die Übergabe dieses Nachlasses gilt als Gründungsakt der Handschriftensammlung.
Mit dem Geschenk eines Teils der Handschriften Franz Schuberts, die der Wiener Industrielle und Mäzen Nikolaus Dumba zusammengetragen hatte, an die Städtischen Sammlungen entstand 1900 auch eine Musiksammlung. Aus dieser Schenkung entwickelte sich eine umfangreiche Sammlung von Handschriften und Briefen Franz Schuberts, die 2001 in das UNESCO-Programm Memory of the World (Weltdokumentenerbe) aufgenommen wurde. 1923 entstand auf Initiative des damaligen Finanzstadtrates Hugo Breitner eine Plakatsammlung, die heute zu den bedeutendsten in Europa zählt.
Den Zweiten Weltkrieg überstand die Bibliothek dank Auslagerungen weitgehend unbeschadet. Seit 1977 führte die Stadtbibliothek die amtliche Bezeichnung Wiener Stadt- und Landesbibliothek. Seit 1982 gilt ein Pflichtexemplarrecht für in Wien erscheinende Werke. Zum 150-Jahre-Jubiläum im Jahr 2006 wurde die Bibliothek in Wienbibliothek im Rathaus umbenannt und erhielt ein neues Corporate Design.
Benützungsräume und Magazine der Bibliothek befinden sich im Wiener Rathaus, unweit davon, in der Bartensteingasse, befindet sich ein von Adolf Loos eingerichteter Salon. Dieser kann in regelmäßig stattfindenden Führungen besucht werden.

## Sammlungen
- Druckschriftensammlung: Die Druckschriftensammlung ist die größte Abteilung der Wienbibliothek. Sie verwahrt rund 500.000 Druckwerke – neben Büchern, Zeitungen und Zeitschriften auch Einblattdrucke, Broschüren, Partezettel, Theaterprogramme und Theaterzettel. Kern der Sammlung sind Viennensia, also Publikationen mit Wien-Bezug aus verschiedensten wissenschaftlichen Bereichen. Bedeutende Spezialbestände sind Turcica (Türkenbelagerungen Wiens 1529 und 1683), Josephinica (Broschüren aus der Zeit Kaiser Josephs II) und Revolutionsschriften aus 1848.
- Dokumentation: Die seit dem 1. Oktober 1930 bestehende Dokumentation wertet die wichtigsten Wiener Zeitungen seit 1900 aus (Zeitungsindex). Die Artikel wurden mit Angabe von Titel, Zeitung, Datum und Seite in Form eines Zettelkataloges erfasst, seit 2007 werden sie im Online-Katalog nachgewiesen. Aufgenommen werden Wien betreffende Meldungen über kulturelle, soziale, kommunale und politische Ereignisse sowie Berichte über Wiener Persönlichkeiten, die im Blickpunkt der Öffentlichkeit stehen: Künstler, Wissenschaftler, Politiker. Die Dokumentation ist außerdem für Hintergrundrecherchen bei Straßenbenennungen nach Personen und Ehrungen zuständig. Auch das mehrere hunderttausend Personen- und Sachmappen umfassende Tagblatt-Archiv gehört zu dieser Abteilung.
- Handschriftensammlung: Die Handschriftensammlung verwaltet umfangreiche und bedeutende Bestände der österreichischen Kulturgeschichte ab dem späten 18. Jahrhundert. Den Schwerpunkt stellt die Sammlung von Nachlässen und Einzelautographen der österreichischen Literatur des 19. und 20. Jahrhunderts dar.
- Musiksammlung: Die Musiksammlung verfügt über Musikautographen und Notendrucke zur Musikgeschichte der vergangenen zweihundert Jahre mit Schwergewicht auf Wien und verwahrt eine Reihe von Nachlässen.
- Plakatsammlung: Die Plakatsammlung umfasst derzeit rund 300.000 Plakate und Flugschriften (teilweise in mehreren Exemplaren) und zählt damit zu den größten vergleichbaren Sammlungen Europas. Film- und Theaterplakate, Fremdenverkehrswerbung, Ausstellungsankündigungen sind ebenso vertreten wie Produktwerbung und politische Plakate.

Bedeutende Einzelsammlungen:
- Schubert-Sammlung, die im Jahr 2001 zum Weltdokumentenerbe erklärt wurde, entstand aus der Autographen-Schenkung des Kunstmäzens und -sammlers Nikolaus Dumba.
- 2016 wurde das Karl-Kraus-Archiv der Wienbibliothek in das nationale Memory of the World Register der UNESCO aufgenommen.[3]

## Direktionen und bekannte Mitarbeitende (Auswahl)
- Carl Glossy, Direktor 1891–1904
- Gustav Gugitz
- Franz Patzer, Direktor 1974–1988
- Fritz Racek
- Herwig Würtz (1937–2005), Direktor 1988–1999
- Ernst Hilmar
- Otto Brusatti
- Walter Obermaier, Direktor 1999–2004
- Alfred Pfoser
- Gerhard Renner
- Sylvia Mattl-Wurm, Direktorin 2004–2018
- Thomas Aigner
- Marcel Atze
- Anita Eichinger, Direktorin seit 2019
- Katharina Prager

## Auszeichnungen
- Österreichischer Bauherrenpreis 2006 für den Zubau des Tiefspeichers